# Fikri Ihsandi Hadmadi
Fikri Ihsandi Hadmadi (* 1. März 1995 in Tangerang) ist ein indonesischer Badmintonspieler. 

## Karriere
Fikri Ihsandi Hadmadi siegte 2013 bei den Maldives International. Ein Jahr später war er bei den Maribyrnong International 2014 erfolgreich. Bei den USM International 2014 belegte er Rang zwei.

## Erfolge im Herreneinzel
| Jahr | Turnier                   | Gegner                  | Ergebnis            | Resultat |
| ---- | ------------------------- | ----------------------- | ------------------- | -------- |
| 2013 | Maldives International    | Muhammad Bayu Pangisthu | 21–16, 21–14        | Gold     |
| 2014 | Maribyrnong International | Chiang Jiann Shiarng    | 21–17, 21–16        | Gold     |
| 2014 | USM International         | Setyaldi Putra Wibowo   | 16–21, 21–18, 11–21 | Silber   |